# Cathie Pilkington
Cathie Pilkington (født 1968 i Manchester, UK.) er en britisk billedhugger tilknyttet Marlborough Fine Art (en) i London.
Hun arbejder især med mindre grafiske formater.
Pilkington blev inviteret som gæst, afløsende Freud, Celia Paul o.a., og blev medlem før 2018 sammen med Paula Rego.[kilde mangler]